# Quezon (Bukidnon)
Quezon è una municipalità di prima classe delle Filippine, situata nella Provincia di Bukidnon, nella Regione del Mindanao Settentrionale.
Quezon è formata da 31 baranggay:
- Butong
- Cawayan
- Cebole
- C-Handumanan
- Delapa
- Dumalama
- Kiburiao
- Kipaypayon
- Libertad
- Linabo
- Lipa
- Lumintao
- Magsaysay
- Mahayag
- Manuto
- Merangerang

- Mibantang
- Minongan
- Minsalirak
- Minsamongan
- Paitan
- Palacapao
- Pinilayan
- Poblacion (Kiokong)
- Puntian
- Salawagan
- San Isidro
- San Jose
- San Roque
- Santa Cruz
- Santa Filomena